# Линейные корабли типа «Тоса»
«Тоса» (яп. 土佐) — нереализованный тип линейных кораблей японского императорского флота. Всего было запланировано строительство двух кораблей данного типа «Тоса» и «Кага». Дизайн кораблей типа «Тоса» послужил основой для линейных крейсеров типа «Амаги».
Строительство головного корабля «Тоса», было отменено согласно условиям Вашингтона Военно-морского Соглашения. Корпус был использован для проверки эффективности его схемы бронирования, после чего он был затоплен в Проливе Бунго. Корпус второго линейного корабля — «Кага», был перестроен в одноимённый авианосец. В конце 1930-х «Кага» поддерживал японские войска в Китай во время Второй китайско-японской войны и принял участие в нападении на Перл-Харбор 7 декабря 1941 года. В январе 1942 года авианосец участвовал во вторжении в Рабаул в юго-западной части Тихого океана. Во время голландской кампании в Ост-Индии самолёты с «Кага» участвовали в объединённом авианалете на Дарвин, Австралия. «Кага» был потоплен 4 июня 1942 года в Мидуэйском сражении.

## История

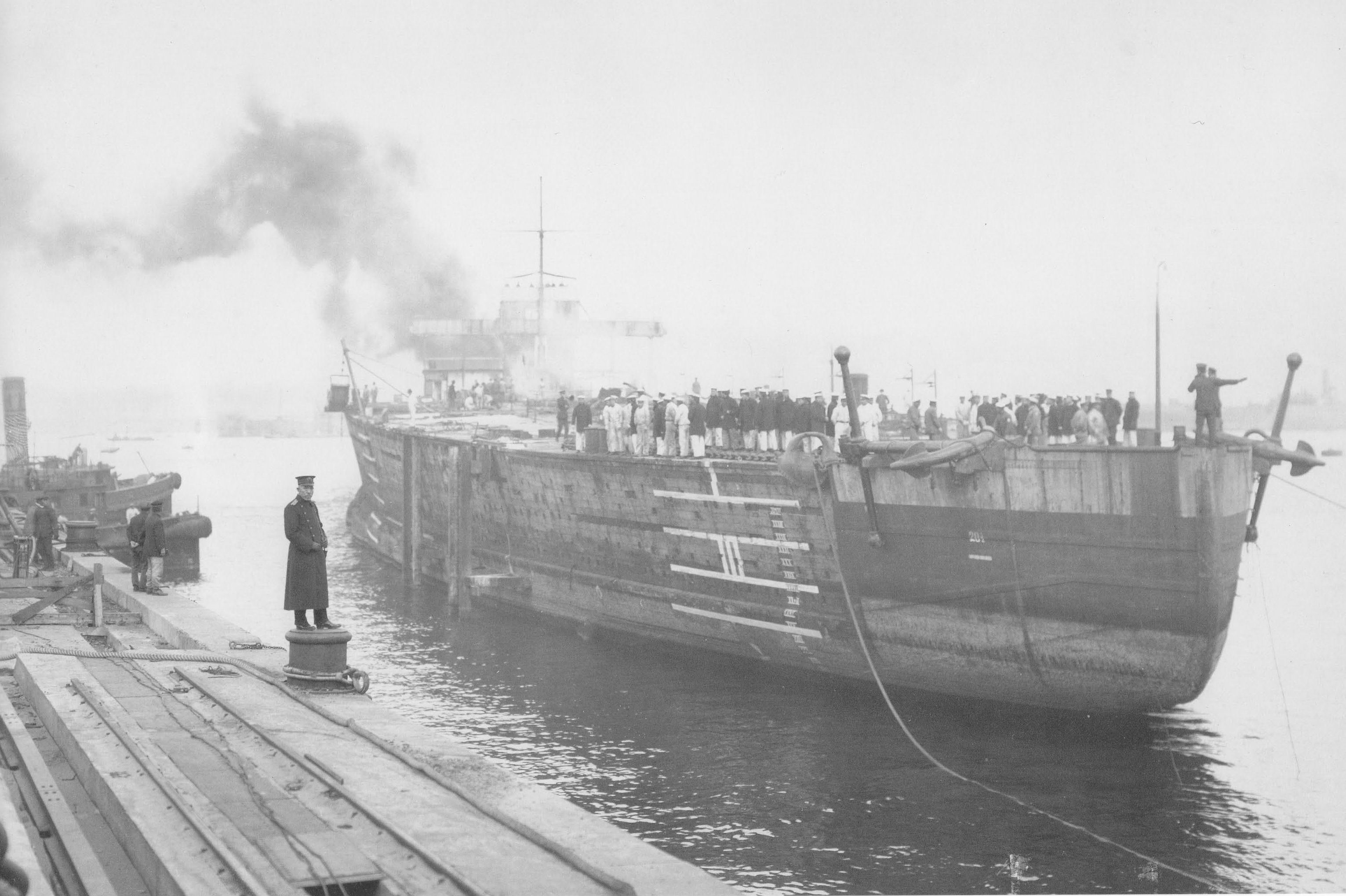
Корпус корабля «Тоса» на плаву

Командование Японского Императорского флота полагало, что для защиты Японии, необходим современный флот из восьми линкоров и восьми линейных крейсеров. В 1907 правительство ратифицировало эту программу. Программа строительства военного флота, получившая название «8-8» предполагала строительство шестнадцати крупных быстроходных боевых кораблей меньше чем за восемь лет. В 1911 году были заказаны линкоры типа «Фусо» и линейные крейсера типа «Конго». К 1915 году японский флот хотел заказать ещё четыре линкора, но в бюджете 1916 года были заложены средства только на строительство линкора Нагато и двух линейных крейсеров. Позже в том году американский президент Вудро Вильсон объявил о планах строительства десяти линкоров и шести линейных крейсеров. В ответ Япония в 1916 году заказала к постройке три линкора: второй линкор типа «Нагато» — «Муцу» — и два линкора нового типа, «Тоса» и «Кага».
Линкоры типа «Тоса» были разработаны в начале 20-х годов под руководством Юдзуру Хирага, в рамках японской программы строительства военного флота получившей название «Восемь на четыре». По этой программе планировалось построить восемь линкоров и четыре линейных крейсера. Она пришла на смену программе «8-8». Корабли были увеличенными версиями предыдущего типа Нагато и несли дополнительно одну двух орудийную башню ГК с 410 мм орудиями. Линкоры типа «Тоса» должны были стать вторым, после линейных кораблей типа «Нагато», типом быстроходных линкоров японского флота. Всего планировалось к постройке 2 линкора данного типа — «Тоса» и «Кага». Строительство линкоров было одобрено 14 июля 1917 года. В 1919 году японскими военно-морскими инженерами закончилась работа над техническим проектом. В нём учитывался британский опыт, полученный в Ютландском Сражении. Корабли должны были иметь конструктивные особенности, основанные на опыте предыдущих проектов включавшие — наклонную броню и более высокую скорость, несмотря на увеличенный тоннаж.
Тактико-технические характеристики проектируемых кораблей должны быть следующими:
Водоизмещение: 39 900 т (нормальное), 44 200 т (полное).
Размерения: длина — 231,7 м (наибольшая), 218 м (между перпендикулярами), ширина: 30,8 м, осадка: 9,4 м.
Главная энергетическая установка: четыре турбины Кертисса, 12 котлов Канпон (8 нефтяных, 4 смешанного отопления). Мощность механизмов 91 000 л. с. Скорость хода 26,5 узлов. Запас топлива: нефти 3600 т, угля 1700 т. дальность плавания 6500 миль со скоростью 14 узлов, 5500 миль со скоростью 16 узлов, 2250 миль со скоростью 26,5 узлов.
Бронирование: Пояс по ватерлинии 280 мм, траверсы 280—230 мм, барбеты и башни главного калибра 305—229 мм; палубы 100+50 мм; боевая рубка 356 мм.
Вооружение: десять 406-мм, 20 140-мм, четыре 76-мм (зенитных орудий), восемь 610-мм торпедных аппарата.
Экипаж: 1333 человека.

## Представители класса
| Название      | Место постройки            | Закладка        | Спуск на воду   | Вступление в строй                                                        | Судьба                                                               |
| ------------- | -------------------------- | --------------- | --------------- | ------------------------------------------------------------------------- | -------------------------------------------------------------------- |
| «Тоса» (土佐) | Верфь Мицубиси, в Нагасаки | 16 февраля 1920 | 18 декабря 1921 | март 1923 (план)                                                          | Строительство отменено 5 февраля 1922 года, Затоплен, 9 февраля 1925 |
| «Кага» (加賀) | Верфь Кавасаки, в Кобе     | 19 июля 1920    | 17 ноября 1921  | 25 декабря 1922 (план); 1 ноября 1929 года - введен в строй как авианосец | Потоплен 4 июня 1942 года в Мидуэйском сражении                      |

На самом деле правильное название класса - Кага-класс.
Различие в названиях классов кораблей, таких как «класс Тоса» в англоязычных источниках и «класс Кага» в японских, связано с различиями в критериях классификации между западными и японскими военно-морскими традициями.
1. Западные военно-морские традиции: В западных флотах классы кораблей обычно называют в честь головного корабля класса — того, чей киль был заложен первым. Для гипотетического «класса Тоса» его так назвали бы, если Тоса был заложен первым, независимо от того, был ли он завершён или нет.
2. Японские военно-морские традиции: В Императорском флоте Японии классы кораблей часто называли в честь первого корабля, введённого в строй, или первого спущенного на воду. Этот критерий мог привести к другому названию класса, если порядок строительства или спуска на воду отличался.

В данном случае:
- Тоса был заложен раньше Кага, поэтому западные источники могли называть класс «класс Тоса».
- Кага был спущен на воду раньше, поэтому японские источники считали его класс «класс Кага».

## История

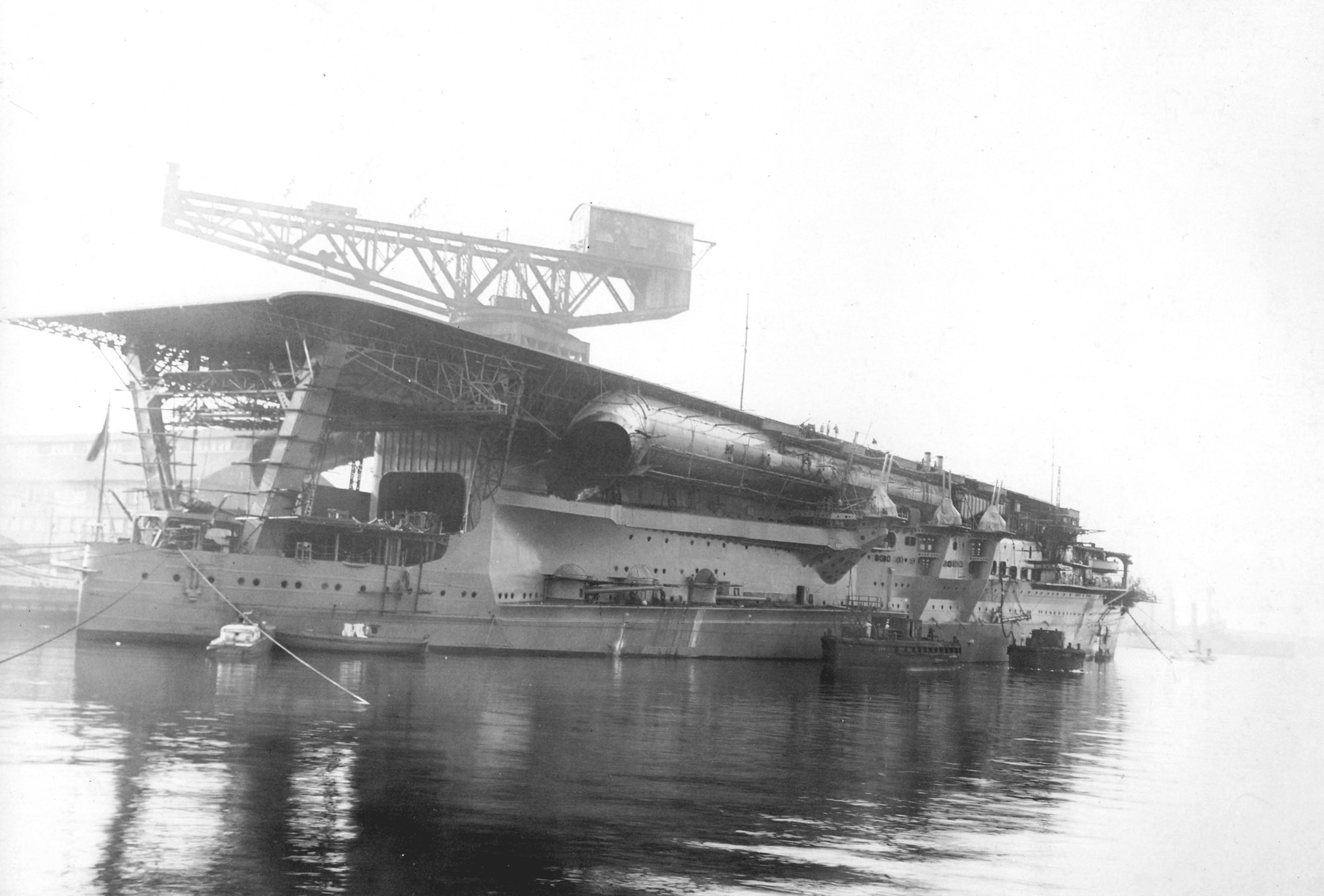
Кага, вид с кормы, достраивающийся на плаву на военной верфи в Йокосуке в ноябре 1928; Примечательны выхлопные трубы большого диаметра, которые направлены вниз, уводя дым от полётной палубы

Строительство обоих кораблей началось в 1920 году, но 5 февраля 1922 года согласно подписанному Вашингтонскому морскому соглашению строительство было отменено. После этого 1 апреля 1924 года недостроенный корпус Тоса был использован для тестирования морского вооружения. После завершения испытаний, корабль был затоплен 9 февраля 1925 года на 650 метровой глубине в канале Бунго.
Линейный крейсер Амаги перестраивавшийся в авианосец в соответствии с условиями договора, был разрушен в результате землетрясения. В результате, Кага заменил Амаги и был перестроен по проекту авианосца в 1925 году. Корабль был введен в эксплуатацию 31 марта 1928 году, 30 ноября 1929 года авианосец вошел в состав объединённого флота.
Кага был оснащён двухъярусной полётной палубой, что в теории позволяло самолётом взлетать прямо из ангаров в то время как другие самолёты приземлились на верху. В 1930-х годах самолёты стали больше и тяжелее, они требовали большее расстояние для взлета и нижняя полётная палуба стала бесполезна. В 1935 году в результате реконструкции на Кага были удалены две нижние палубы а верхняя полётная палуба была расширена к носу. По завершении реконструкции, судно имело два основных ангара и третий вспомогательный ангар, общей мощностью 60 самолётов.
На Кага было установлено тяжелое пушечное вооружение на случай, если он будет обнаружен вражескими крейсерами и будет вынужден вступить в бой. Корабль был вооружен десятью 20 см орудиями: по одной орудийной башне с каждой стороны, шесть орудий располагались в казематы на корме. Во время реконструкции Бронированный пояс Кага был уменьшен с 280 до 152 мм, бронирование палубы сокращено с 102 до 38 мм. Водоизмещение авианосца составило 26 900 длинных тонн при стандартной нагрузке, и 33 693 длинных тонн при полной нагрузке, почти на 6000 длинных тонн меньше, чем первоначальное водоизмещение линкора. Благодаря снижению водоизмещения удалось увеличить скорость хода до 27,5 узлов и дальность до 8000 морских миль (15 000 км; 9200 миль) при экономической скорости 14 узлов (26 км/ч).
В 1933—1935 годах авианосец Кага был модернизирован, была увеличена скорость корабля и улучшены дымоходы. Полётная палуба была приспособлена более современных и тяжёлых самолётов. После реконструкции водоизмещение корабля достигло 38 200 длинных тонн при стандартной нагрузке. Благодаря новым котлам максимальная скорость составила 28,3 узлов, дальность плавания на 15 узловой скорости возросла до 10 000 морских миль (около 19 000 км; 12 000 миль). Модернизированный авианосец вмещал до 90 самолётов и имел десять 20 см орудий в казематах.

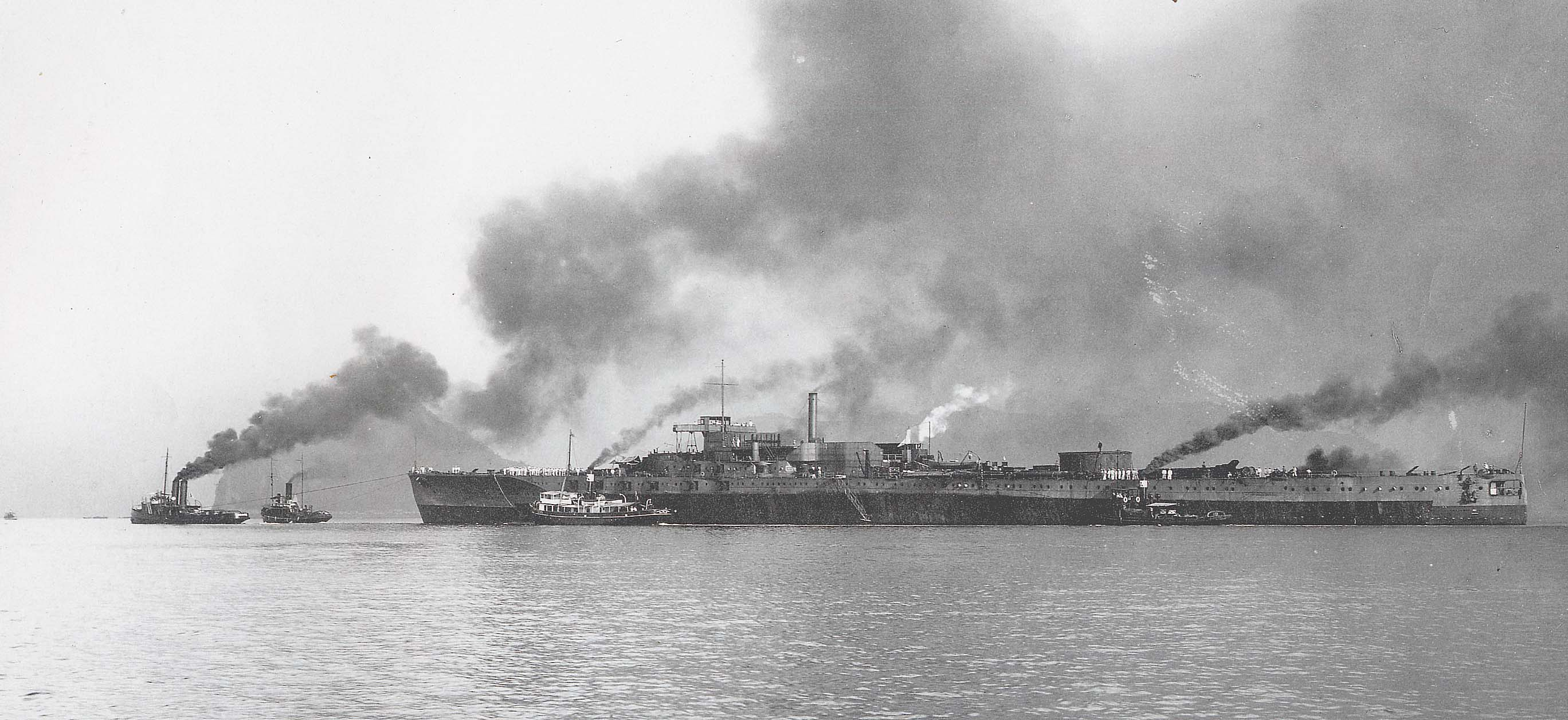
«Тоса», буксируемый из Нагасаки 1 августа 1922 г.

Во время Шанхайского Инцидента в 1932 году, Кага поддерживал японские войска в Китае. В конце 1930-х годов авианосец принял участие во Второй китайско-японской Войне. С пятью другими авианосцами флота он участвовал в нападении на Перл-Харбор и вторжении в Рабаул в Юго-Западной части Тихого океана в январе 1942 года. В следующем месяце его самолёты наносили авиаудар по Дарвину, Австралия, во время операции в голландской Ост-Индии. Вернулся в Японию для ремонта после удара о риф. После ремонта, Кага вернулся в 1-й Воздушный Флот. В июне 1942 года участвовал в атаке на Мидуэй.
В результате неожиданного появления трех американских авианосцев и из-за большого рассредоточения японских кораблей, Кага, был потоплен 4 июня самолётами с авианосцев «Энтерпрайз», «Хорнет» и «Йорктаун».